# Raimondo Montecuccoli
Pour les articles homonymes, voir Raimondo Montecuccoli (homonymie).
 (novembre 2019).
Si vous disposez d'ouvrages ou d'articles de référence ou si vous connaissez des sites web de qualité traitant du thème abordé ici, merci de compléter l'article en donnant les références utiles à sa vérifiabilité et en les liant à la section « Notes et références ».
Raimondo Montecuccoli (ou comte de Montecucculi), né le 21 février 1609 près de Modène et mort le 16 octobre 1680 à Linz, est un généralissime de l'Armée impériale du Saint-Empire romain germanique. C'est l'un des grands adversaires du général de Turenne, qu'il affronte pour la première fois pendant la guerre de Trente Ans. Les deux commandants d'armée se font face une seconde fois à la bataille de Salzbach. Lorsqu'il apprend la mort de Turenne, Montecuccoli dit : « Aujourd'hui est mort un homme qui faisait honneur à l'Homme. » Non seulement il est l'un des plus grands capitaines du XVIIe siècle, mais aussi un théoricien militaire important. Frédéric le Grand, Scharnhorst et Clausewitz ont admiré son œuvre.

## Biographie
Raimondo naît dans le château-fort familial du hameau de Montecuccoli, près de Modène, capitale du duché de Modène et Reggio. Le duché faisait nominalement partie du Saint-Empire.
En 1628 ou en 1629, les dates varient selon les sources, il accède aux grades supérieurs. Lieutenant, il passe dans la cavalerie en 1631 à la tête de cuirassiers ; au cours de cette même année, il est blessé deux fois et sa bravoure le fait remarquer par Tilly, qui fut l’un de ses modèles, même s’il déplore les sacs des villes et le sort des civils. Fait prisonnier et vite libéré contre rançon, il a l’occasion de se battre, alors comme commandant, contre Gustave-Adolphe, dont il déplore la mort en 1632. Il est alors lieutenant-colonel sous les ordres de celui qu’il admire le plus tout au long de ses écrits, Wallenstein, un des maîtres de la logistique avant l’heure. Il ne semble pas avoir fait partie des conjurés en février 1634, il est encore trop jeune et trop peu gradé, d’autant qu’en 1633 il a perdu son oncle et protecteur, Ernest Montecuccoli. En juillet 1634, il commande à la place de son colonel à Nördlingen et il se fait remarquer par un autre général italien, Matthias Gallas, le vainqueur de cette bataille. Il devient colonel d’un régiment de cuirassiers. Il est à Wittstock en septembre 1636, où il évite une défaite à l’armée des Habsbourg.
En mai 1639, blessé une nouvelle fois, il est fait prisonnier, au nord de Prague à Mělník, par les Suédois. Il reste trois ans enfermé, mais cette expérience douloureuse lui permet de devenir un grand théoricien de la guerre car il étudie sans relâche la science militaire, ainsi que la géométrie, l'histoire et l'architecture, durant sa captivité. Après sa libération, il combat en Silésie, en Italie, en Hongrie et en Bavière . 
Il reprend le commandement des armées en Pologne actuelle dans la première guerre du Nord, à cause de l’entrée en campagne du prince Georges II Rakoczi et il permet à l’Empereur de signer en vainqueur la paix d'Oliva (1660). En 1661, il est enfin commandant en chef des armées de Léopold Ier (souverain depuis 1658), et c’est le début de son expérience contre les Turcs, ennemis tout aussi dangereux sinon plus que les Français. Il découvre également les Hongrois qu’il considère toujours comme des adversaires farouches. Il se heurte à Ahmed Köprülü et l'emporte à la tête des armées chrétiennes, dont pour une fois des contingents français, à la bataille de Saint-Gothard 1er août 1664, qui reste sa plus grande victoire. Il reçoit à la suite de cette victoire l'ordre de la Toison d'or et se consacre à son poste de chef du conseil de guerre et à des travaux théoriques sur la science et l'histoire militaire.
Lorsque la guerre de Hollande débute, il reçoit le commandement des forces impériales et, par ses manœuvres savantes, pousse Turenne à se replier au-delà du Rhin en 1673. Il quitte alors le commandement de l'armée mais est rappelé à la suite des succès de Turenne en 1674 et 1675 et envahit l'Alsace à la mort de son rival, s'engageant par la suite dans une série de manœuvres, sans aucun résultat décisif, contre le prince de Condé. En 1679, il est fait prince de l'Empire et reçoit le duché de Melfi du roi d'Espagne. Il meurt l'année suivante à Linz.
Considéré comme l'un des grands généraux de son temps avec Turenne et Condé, ses Memorie della guerra ont été publiées en 1703 et ont notablement influencé les généraux du XVIIIe siècle.